# Stenellipsis maculipennis
Stenellipsis maculipennis är en skalbaggsart som beskrevs av Stefan von Breuning 1940. Stenellipsis maculipennis ingår i släktet Stenellipsis och familjen långhorningar. Inga underarter finns listade i Catalogue of Life.